# ترور مروان عیسی
در ۱۰ مارس ۲۰۲۴، مروان عیسی، معاون فرمانده شاخه نظامی حماس، گردان‌های عزالدین قسام، در حمله هوایی اسرائیل در جریان جنگ غزه کشته شد. اسرائیل با پخش تصاویری از این حمله و اشاره به اینکه نتایج هنوز در حال تجزیه و تحلیل است، از هدف قرار دادن تأسیسات زیرزمینی در نصیرات در مرکز نوار غزه که گفته می‌شود توسط عیسی استفاده می‌شد، خبر داد. بر اساس گزارش‌ها، پنج فلسطینی در این بمباران کشته شدند. حماس تا زمانی که به‌طور خصوصی، مرگ عیسی را در ۱۷ مارس ۲۰۲۴ تأیید نکرد، پاسخی نداد اما بالاخره مرگ او را رسماً در ۱۹ ژانویه ۲۰۲۵ تأیید کرد.
به گفته نیروهای دفاعی اسرائیل، دیگر مقام مورد هدف قرار گرفته حماس در این حمله، غازی ابوطماعه، رئیس سابق تیپ کمپ‌های مرکزی حماس و مسئول «تمام سلاح‌های حماس در غزه» بود.

## پیش‌زمینه
مروان عیسی به عنوان معاون فرمانده گردان‌های قسام و معاون محمد ضیف، فعالیت می‌کرد. عیسی به عنوان فردی «قاطع و ساکت» توصیف شده بود که «تجربه زیادی داشت». دنیل هاگاری، سخنگوی ارتش اسرائیل، مدعی شد که عیسی به طراحی حمله ۷ اکتبر حماس به اسرائیل کمک کرده است.
مروان عیسی از سال ۱۹۸۷ تا ۱۹۹۲، به دلیل فعالیت در حماس و مشارکت در انتفاضه اول، پنج سال را در زندان گذراند. او بار دیگر در سال ۱۹۹۷ توسط تشکیلات خودگردان فلسطین به خاطر نقشش در حملاتی با بمب‌گذاری، زندانی شد، اما در سال ۲۰۰۰ با وقوع انتفاضه دوم از زندان فرار کرد. اسرائیل قبلاً دو بار در جریان نبرد ۲۰۱۴ اسرائیل و غزه و بحران ۲۰۲۱ اسرائیل و فلسطین با تخریب خانه عیسی، اقدام به ترور وی کرده بود و برادرش را به قتل رساند. پسر عیسی در دسامبر ۲۰۲۳ در حمله هوایی اسرائیل در مرکز غزه کشته شد. مروان عیسی در سپتامبر ۲۰۱۹ توسط ایالات متحده آمریکا به عنوان تروریست تعیین شده جهانی، شناخته شد.

## ترور
به گفته نیروهای دفاعی اسرائیل، مجتمع زیرزمینی مورد هدف در نصیرات، توسط دو تن از مقامات حماس به نام‌های مروان عیسی و غازی ابوطماعه مورد استفاده قرار می‌گرفت. در شب ۱۰ مارس ۲۰۲۴، جنگنده‌های اسرائیل، بمب‌هایی را بر روی تأسیسات زیرزمینی پرتاب کردند که عیسی و حداقل پنج فلسطینی دیگر کشته شدند.

### تأیید
در ۱۷ مارس ۲۰۲۴، گزارش شد که حماس به‌طور خصوصی تأیید کرده است که عیسی در این حمله کشته شده است. عیسی در زمان کشته شدنش، عالی‌ترین فرمانده حماس بود که در جنگ کشته شد. بنا بر گزارش‌ها، بنیامین نتانیاهو، نخست‌وزیر اسرائیل، این خبر را «یک دستاورد بزرگ برای اسرائیل» خواند و گفت «همه آن‌ها خواهند مرد، ما به همه آن‌ها خواهیم رسید.»
در ۱۸ مارس ۲۰۲۴، جیک سالیوان، مقام کاخ سفید در آمریکا، مرگ عیسی را تأیید کرد و افزود که «یک طرح نظامی، بدون یک طرح انسانی و یک برنامه سیاسی یکپارچه، نمی‌تواند موفق شود».
در ۲۶ مارس ۲۰۲۴، نیروهای دفاعی اسرائیل پس از «بررسی تمام اطلاعات»، مرگ عیسی را رسماً تأیید کردند.
در ۱۹ ژانویه ۲۰۲۵، مقام ارشد حماس، اسامه حمدان، مرگ مروان عیسی را تأیید کرد.

## تجزیه و تحلیل
کارشناسان خاطرنشان کردند که مرگ عیسی، تهدید قابل‌توجهی برای بقای این گروه نیست و تأکید کردند که «همیشه یک جایگزین وجود دارد» و حماس در یک یا دو هفته بر ترور «غلبه خواهد کرد».
مروان بشاره، تحلیلگر ارشد سیاسی الجزیره، خاطرنشان کرد که «ایده اعلام پیروزی به دلیل کشته شدن یک یا دو، یا چند رهبر حماس، بیش از حد سطحی است» و «حماس بیش از این، توانایی خود را ثابت کرده است. تولید رهبران بیشتر و بیشتر».